# 翁挺生

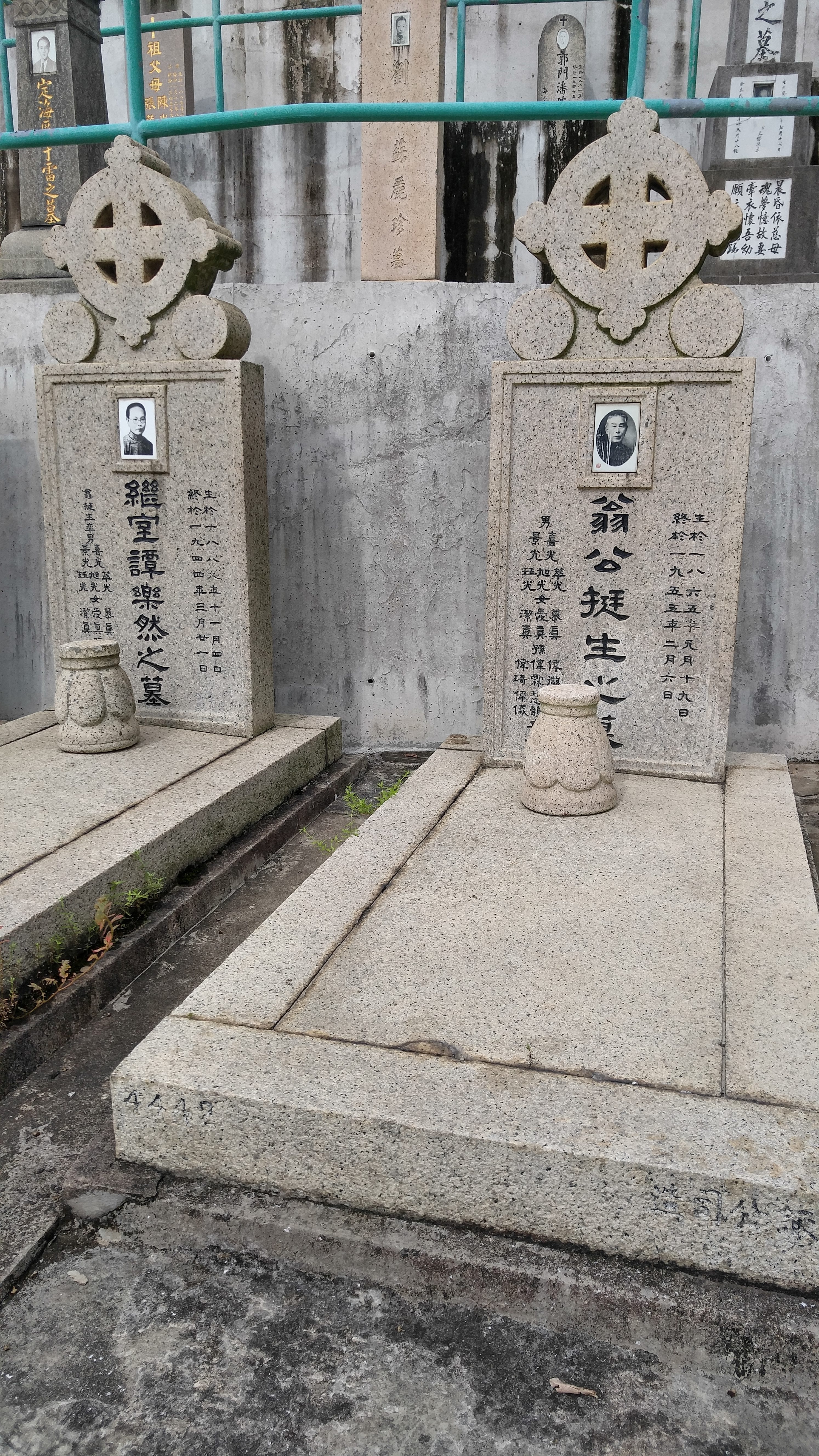
翁挺生牧師與師母之墓

翁挺生牧師（1865年1月19日—1955年2月6日，Rev. Yung Park / Yung Pak / Park Yung），香港中華基督教會公理堂第二任主任牧師（1903-1947），廣東新寧廟邊鄉人。
翁挺生早年曾越洋赴美謀生，買來一本聖經細讀，欲從中尋出基督教的錯謬，反因此得著信仰亮光，1890年在加州奧羅維爾的俄勒岡城受Rev. Dr. W. C. Pond施洗歸主。受洗後數月，翁挺生到了紐約，縱然未受聘作傳道，卻已有負擔做起傳道的工夫，浸信差會曾向他招手，翁挺生卻因為重洗的問題回絕了。
1897年初，翁挺生自美國返鄉欲建教堂，鄉人多次將建材搶奪一空，翁挺生及其堂兄弟之性命亦受脅，經美部會傳教士喜嘉理牧師與官府幾番交涉，廟邊教堂終於1898年3月31日落成舉行獻堂禮。
1903年中，翁挺生轉到香港公理堂（時稱美華自理會）任職，並於1904年2月2日與陳遂昌一同受按成為美部會South China Mission首兩位於本地按立之華人牧師；翁牧師服務公理堂凡四十五年。
1910年初，喜嘉理牧師回美養病再難重臨，翁牧師繼承其大部分港粵事工，1912年領導香港會眾向美部會買回全權堂產，從此教會完全由華人自立自理，並易名中華公理會堂；1919年領導粵東公理會與粵省五公會聯合成立中華基督教會，教會再易名為中華基督教會公理堂；1928年美部會全面撤出廣東後，翁牧師為傳道事業遠赴海外向來自四邑之華僑們募捐，一年半內，籌得十萬銀元回國。
1940年，發動籌建香港新堂於加路連山，惟於1941年香港淪陷，至光復前之數年中，會務受阻，教會回鄉者過半，留港而需待救濟者達百人之多，其時之困境可想而之。重光後，翁牧師雖已年過八旬，仍照常落鄉施餐，出席各種會議等，惜於1947年6月突然患腦充血，至1955年息勞，終年90歲。